# 오스카 레딩
오스카 레딩(Oscar Redding, 1974년 ~ )은 오스트레일리아의 영화 감독, 각본가, 텔레비전 배우이다.

## 영화
- 무트 (2018년)
- 스노우블라인드 (2013년) - 키스 역
- 데이브스 데드 (2012년)
- 반 디멘스 랜드 (2009년)
- 헬스 게이츠 (2008년)